# Gródek Szlachecki
Gródek Szlachecki (prononciation [ˈɡrudɛk ʂlaˈxɛt͡ski]) est un village de la gmina de Siemień du powiat de Parczew dans la voïvodie de Lublin, situé dans l'est de la Pologne.
Il se situe à environ 8 kilomètres au sud de Siemień (siège de la gmina), 9 kilomètres au sud-ouest de Parczew (siège du powiat) et 40 kilomètres au nord-est de Lublin (capitale de la voïvodie).
Le village comptait approximativement une population de 270 habitants en 2006.

## Histoire
De 1975 à 1998, le village est attaché administrativement à l'ancienne Voïvodie de Biała Podlaska.

Depuis 1999, il fait partie de la nouvelle voïvodie de Lublin.